# Wardhamana Mahawira

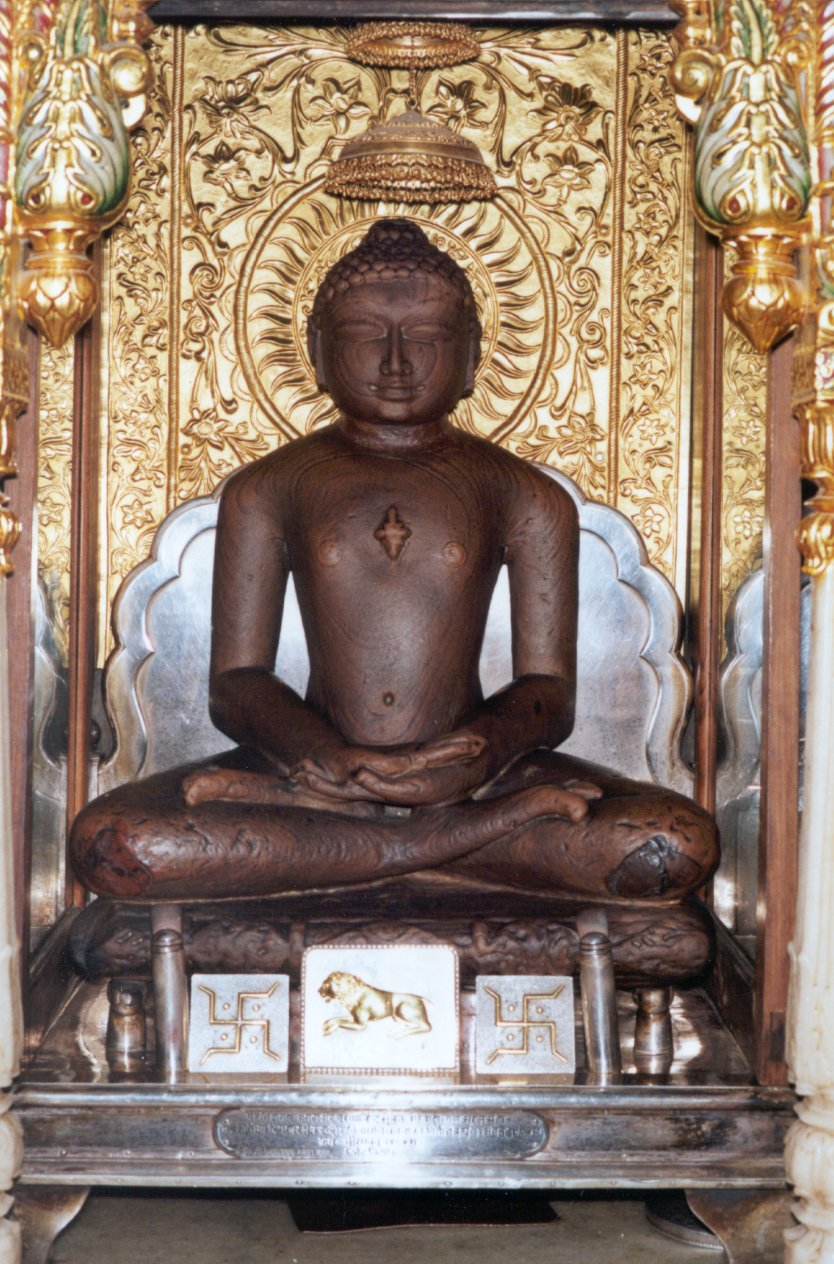
Mahawira

Wardhamana Mahawira (skr. वर्धमान vardhamāna - "wzrastający", to jego imię własne; महावीर mahāvīra - "wielki bohater", to tytuł, pod jakim go czczą wyznawcy) – pierwszy zaświadczony historycznie przywódca dżinijski, uważany powszechnie za założyciela dżinizmu; według tradycji ostatni, dwudziesty czwarty z tirthankarów. Nazywa się go także przydomkiem Dżina (sanskr. jina - "zwycięzca").
Żył mniej więcej współcześnie Buddzie - V-VI wiek p.n.e. Lata jego życia są przedmiotem sporów, a rozbieżność wynikają m.in. ze sprzeczności, które odnajdujemy w dawnych tekstach, które przetrwały do naszych czasów. Według tradycji dźinijskiej urodził się w 599 lub 597 p.n.e., a zmarł w 527 p.n.e. lub 525. Według innych autorów, opierających się m.in. na źródłach buddyjskich Wardhamana żył w latach 547-475 p.n.e. lub 540-468 p.n.e. Wiadomo jednak, że urodził się w Waiśali w miejscowości Kundagrama (obecnie stan Bihar), a zmarł w miejscowości Pawa (okolice Patny). Pochodził z rodu kszatrijów, jego rodzice Siddhartha i Triśala spokrewnieni byli z rodami rządzącymi w królestwach Wideha i Magadha.
W wieku 30 lat Mahawira porzucił świeckie życie, opuścił żonę Jasiodę (księżniczkę z rodu Liććhawich) oraz córkę. Rozpoczął żywot ascety. Po dwunastu latach ascezy osiągnął stan przebudzenia, stan dążeń, uzyskał poznanie doskonałe (nazywał je kewala) i stał się dżiną. Stan ten osiągnął podczas ostatniej 2,5 godzinnej medytacji pod świętym drzewem tekowym. Przez resztę życia systematyzował wcześniejsze nauki dżinijskie, rozwijał i głosił własną doktrynę, podróżując po Indiach. Żył 77 lat (według innych źródeł 72). Zmarł przez zagłodzenie, kiedy stwierdził, że nadszedł na to czas, a ciało poddane zostało kremacji.
Mahawira miał 11 uczniów, ale tylko dwóch przeżyło swojego nauczyciela.